# 帕夏查山
帕夏查山是塞爾維亞的山峰，位於該國南部，鄰近日托拉賈，處於首都貝爾格萊德以南210公里，海拔高度971米，每年平均降雨量992毫米。